# Imperiul Persan
Imperiul Persan (în persana veche: Parsā), sau Imperiul Ahemenid, a fost un imperiu iranian ce a dominat Asia de Sud și de Sud-Vest între 550 î.Hr., de la cucerirea mezilor de către Cirus al II-lea cel Mare, până în 330 î.Hr., când ultimul împărat ahemenid moare și imperiul este cucerit de Alexandru cel Mare.
La apogeul întinderii sale teritoriale, teritoriul său cuprindea Iranul, Afganistanul, Irakul, Turcia, Siria, Egiptul, Israelul, Libanul, Ciprul și porțiuni din România, Bulgaria, Grecia, Arabia Saudită, Libia, Sudanul de Nord, Caucaz, India, Asia Centrală și chiar din China, cu o suprafață totală de 8.000.000 km2. Cirus cel Mare creează dintr-un stat vasal un vast imperiu cucerind Imperiul Medic, primul mare stat monarhic iranian, Imperiul Neo-Babilonian și Regatul Lidian, deschizând cale fiului său, Cambyses al II-lea, spre cucerirea Egiptului.
Războaiele medice, dintre polisurile grecești și Imperiul Persan, au arătat acestuia că nu este invincibil, înfrângerile suferite la Marathon, Salamina și Plateea umilindu-l pe Regele Regilor în fața întregii lumi.
După cucerirea Imperiului Persan de către Alexandru cel Mare, vastele sale teritorii încep să facă parte din lumea elenistică.

## Istoric

### Origini
Perșii sunt un popor indo-iranian stabilit în Iran (Persia) în jurul anului 1000 î.Hr. Triburile perșilor sunt unificate, potrivit tradiției, către 700 î.Hr., de Achaemenes, întemeietorul dinastiei Ahemenizilor. Succesorul său, Teispes, extinde posesiunile Persiei spre apus. Cyrus I recunoaște suzeranitatea Asiriei, iar Cambyses I (600 î.Hr. - 559 î.Hr.) pe cea a Mediei.

### Imperiul
Cirus al II-lea cel Mare (559 î.Hr.- 529 î.Hr.), una din cele mai strălucite personalități ale antichității, transformă Persia, în numai trei decenii, dintr-o putere locală în cel mai vast și puternic imperiu al Orientului. Prin înfrângerea lui Astiage (cca. 550 î.Hr.), Media devine provincie a statului persan. Cucerind apoi Lidia lui Cresus (546 î.Hr.), Persia include în hotarele sale Asia Mică până la Marea Egee, cu toate coloniile grecești ale Ioniei. În anii 545 î.Hr. - 539 î.Hr. sunt ocupate vaste regiuni din Asia Centrală - Dragniana, Arachosia, Gedrosia, Bactriana, Sogdiana, ș.a. Profitând de slăbirea Regatului Noului Babilon în urma unor conflicte interne, Cirus cel Mare ocupă în 539 î.Hr. Babilonul, anexând apoi toate posesiunile Caldeei din Siria, Fenicia, Țara Israel, până la granițele Egiptului Faraonic.
Cambyses II (529 î.Hr. - 522 î.Hr.), fiul lui Cirus al II-lea cel Mare, personalitate controversată în istoriografie datorită excentricității deciziilor sale, transformă în 525 î.Hr. Egiptul într-o satrapie a Imperiului Ahemenid.

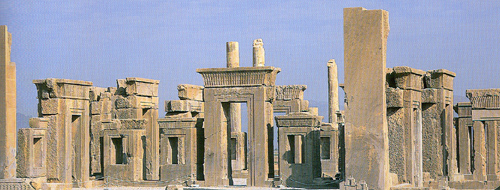
Ruinele Persepolisului

Darius I cel Mare (522 î.Hr. - 486 î.Hr.), genial om de stat, reorganizează, după cucerirea Punjabului (519 î.Hr..), vastul imperiu, care acoperea acum cca. 5.000.000 km². El creează un sistem modern de drumuri, care să asigure transmiterea rapidă a informațiilor, a trupelor și mărfurilor ("calea regală" Persepolis-Sardes măsura 2400 km), împarte imperiul în cca. 20 de unități administrative (satrapii), creează o monedă de aur etalon (dareicul), începe zidirea unei noi reședințe regale la Persepolis. Campania din stepele nord-pontice întreprinsă împotriva sciților (513 î.Hr.), cu care prilej Darius este înfruntat de geții din Dobrogea, se încheie fără niciun rezultat. Cu un eșec se termină și cele două expediții vizând cucerirea Greciei, din 492 î.Hr. și 490 î.Hr.
Xerxes I (486 î.Hr. – 465 î.Hr.), fiul și succesorul lui Darius, încearcă în 480 î.Hr, cu forțe impresionante, să transforme Elada în provincie persană. Eroismul cetăților grecești, în fruntea cărora se aflau Atena și Sparta, face ca lumea elenă să respingă cu succes această ofensivă.

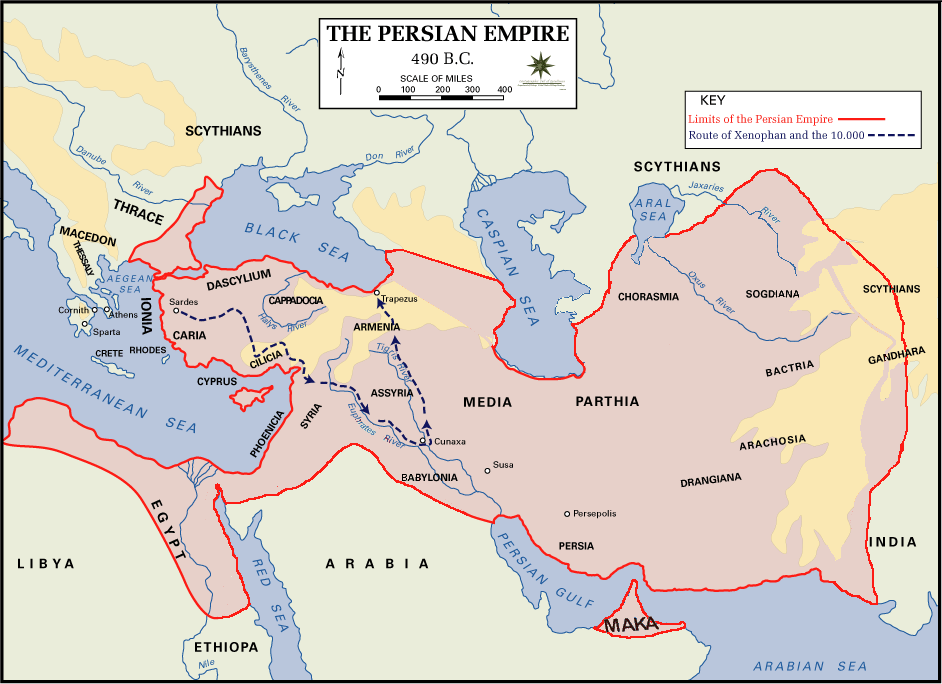
Imperiul Persan în anul 490 î.Hr.

### Declinul
Începând cu domnia lui Artaxerxes II (465 -424 î.Hr.), Imperiul Ahemenid alunecă pe panta declinului. Fiul său, Xerxes II (424 î.Hr.), după o domnie de 45 de zile este ucis de fratele său, Sogdianus (424 - 423 î.Hr.), care la rândul său este asasinat. Darius II (423 - 405 î.Hr.) se aliază cu Sparta în Războiul peloponesiac împotriva Atenei. Artaxerxes al II-lea înfrânge revolta fratelui său, Cirus cel Tânăr, în bătălia de la Cunaxa din 401 î.Hr. Este confruntat și cu tentativa Spartei, victorioasă în Războiul Peloponesiac, de a se erija în apărătoare a cetăților grecești din Ionia. Ca răspuns la ofensiva corpului expediționar spartan, condus de generalii Tibron (399 î.Hr.) și Dercilide și, din 396 î.Hr., care acționează în Asia Mică, Artaxerxes al II-lea subvenționează și încurajează rezistența antispartană a cetăților grecești, Teba, Atena, Argos, declanșând războiul corintic (395 - 387 î.Hr.). De asemenea, Artaxerxes al II-lea sprijină reconstrucția flotei ateniene care obține în 394 î.Hr. victoria de la Cnidos asupra celei spartane. Sprijină încheierea, la Susa, a păcii lui Antalcidas (387/386 î.Hr.), numită și "pacea regelui", care punea capăt luptelor din Grecia și confirma suzeranitatea Imperiului Persan asupra orașelor grecești din Asia Mică și a insulei Cipru.
Artaxerxes al III-lea (358 – 338 î.Hr.) înăbușe în 343 î.Hr revolta Egiptului începută după moartea lui Darius al II-lea. Urmat la tron de fiul său mic Artaxerxes al IV-lea (338 - 336 î.Hr.) care și-a asasinat fratele mai mare.
În anul 334 î.Hr. tânărul rege al Macedoniei, Alexandru cel Mare, traversează, în fruntea unei modeste armate, Hellespontul. În pofida uriașelor resurse ale imperiului, Darius III (336 î.Hr.-330 î.Hr.), ultimul suveran ahemenid, se dovedește incapabil să facă față impetuozității lui Alexandru, pierzând bătăliile decisive de la Issos (333 î.Hr.) și Gaugamela (331 î.Hr.). Darius al III-lea este asasinat în Bactria de către un general al său care va fi torturat și ucis de Alexandru. Întregul Imperiu Persan este cucerit de Alexandru cel Mare, devenind o parte a lumii elenistice.